# Вехтово
Вехтово (болг. Вехтово) — село в Болгарии. Находится в Шуменской области, входит в общину Шумен. Население составляет 669 человек.

## Политическая ситуация
В местном кметстве Вехтово, в состав которого входит Вехтово, должность кмета (старосты) исполняет Ива  Василева Вылчанова (Движение за равноправное общественное устройство (ДРОМ)) по результатам выборов.
Кмет (мэр) общины Шумен — Красимир Благоев Костов (Болгарская социалистическая партия (БСП)) по результатам выборов.